# David Jacobs
David Jacobs (Baltimore, 12 de agosto de 1939  – Burbank, 20 de agosto de 2023) foi um escritor e roteirista de televisão estadunidense, criador da série de TV Dallas.

## Morte
Jacobs, morreu no dia 20 de agosto de 2023, aos 83 anos.